# Bàdminton als Jocs Olímpics d'estiu de 2024 - Equips masculí
La prova per equips masculina de bàdminton als Jocs Olímpics de París 2024 va ser la 9a edició de l'esdeveniment en unes Olimpíades. La prova es va disputar entre el 27 de juliol i el 4 d'agost del 2024 a l'Arena Porte de la Chapelle de París.
La parella taiwanesa formada pels jugadors Lee Yang i Wang Chi-lin van guanyar la medalla d'or, després d'imposar-se a al final a l'equip xinès format per Liang Weikeng i Wang Chang, per 2 sets a 1 (21-17, 18-21 i 21-19). Així la parella taiwanesa es van convertir en el primer equip en guanyar dues medalles d'or en aquesta prova dels Jocs Olímpics. La medalla de bronze la va aconseguir la parella malàisia formada per Aaron Chia i Soh Wooi Yik, que van guanyar a l'equip danès conformat per Kim Astrup i Anders Skaarup Rasmussen, per 2 sets a 1 (16-21, 22-20 i 21-19).
L'equip d'Indonèsia és la selecció més guardonada, amb 3 medalles d'or, 1 medalla de plata i 2 medalles de bronze, en les 9 edicions que l'esdeveniment ha estat present als Jocs Olímpics. La parella taiwanesa formada pels esportistes Lee Yang i Wang Chi-linamb 2 medalles d'or, és el duo més guardonat en tota la història de la competició.

## Format
Totes les parelles classificades van entrar en un sorteig, on hi va haver 4 caps de sèrie, segons el rànquing de classificació olímpic. La competició es va disputar en 2 etapes, la fase de grups i les rondes eliminatòries. Hi va haver 4 grups de 4 parelles per grup, que van jugar tots contra tots. Les dues primeres parelles de cada grup es van classificar per la ronda eliminatòria. La parella guanyadora de cada partit va passar de ronda i la perdedora va quedar eliminada. Les parelles guanyadores de les semifinals van jugar la final per aconseguir la medalla d'or i les perdedores van disputar el partit per aconseguir la medalla de bronze. Els partits es van jugar a 3 sets de 21 punts cadascun i s'havia de guanyar per 2 punts de diferència, excepte si s'arribava als 30 punts. El primer que guanyava 2 sets era el guanyador del partit.

## Classificació
16 parelles es van classificar per la prova masculina de dobles, mitjançant el rànquing de classificació olímpica de la Federació Internacional de Bàdminton, que es va tancar el 30 d'abril de 2024. Els llocs de classificació es van assignar als països i no a les parelles classificades i després eren les federacions qui escollien els atletes que hi participaven. Tots els països que tinguessin 2 o més parelles dins dels 8 primers, van tenir 2 places al torneig olímpic. La resta, n'obtenia 1. Hi va haver, com a mínim 1 parella de cada federació continental (per garantir l'equilibri territorial).
| Esdeveniment     | Places | País          | Atletes classificats     |
| ---------------- | ------ | ------------- | ------------------------ |
| Rànquing olímpic | 16     | Xina          | Liang Weikeng            |
| Rànquing olímpic | 16     | Xina          | Wang Chang               |
| Rànquing olímpic | 16     | Corea del Sud | Kang Min-hyuk            |
| Rànquing olímpic | 16     | Corea del Sud | Seo Seung-jae            |
| Rànquing olímpic | 16     | Índia         | Satwiksairaj Rankireddy  |
| Rànquing olímpic | 16     | Índia         | Chirag Shetty            |
| Rànquing olímpic | 16     | Dinamarca     | Kim Astrup               |
| Rànquing olímpic | 16     | Dinamarca     | Anders Skaarup Rasmussen |
| Rànquing olímpic | 16     | Malàisia      | Aaron Chia               |
| Rànquing olímpic | 16     | Malàisia      | Soh Wooi Yik             |
| Rànquing olímpic | 16     | Japó          | Takuro Hoki              |
| Rànquing olímpic | 16     | Japó          | Yugo Kobayashi           |
| Rànquing olímpic | 16     | Indonèsia     | Fajar Alfian             |
| Rànquing olímpic | 16     | Indonèsia     | Muhammad Rian Ardianto   |
| Rànquing olímpic | 16     | Xina          | Liu Yuchen               |
| Rànquing olímpic | 16     | Xina          | Ou Xuanyi                |
| Rànquing olímpic | 16     | Taipei        | Lee Yang                 |
| Rànquing olímpic | 16     | Taipei        | Wang Chi-lin             |
| Rànquing olímpic | 16     | Regne Unit    | Ben Lane                 |
| Rànquing olímpic | 16     | Regne Unit    | Sean Vendy               |
| Rànquing olímpic | 16     | Tailàndia     | Supak Jomkoh             |
| Rànquing olímpic | 16     | Tailàndia     | Kittinupong Kedren       |
| Rànquing olímpic | 16     | Alemanya      | Mark Lamsfub             |
| Rànquing olímpic | 16     | Alemanya      | Marvin Seidel            |
| Rànquing olímpic | 16     | Canadà        | Adam Dong                |
| Rànquing olímpic | 16     | Canadà        | Nyl Yakura               |
| Rànquing olímpic | 16     | França        | Christo Popov            |
| Rànquing olímpic | 16     | França        | Toma Junior Popov        |
| Rànquing olímpic | 16     | Estats Units  | Vinson Chiu              |
| Rànquing olímpic | 16     | Estats Units  | Joshua Yuan              |
| Rànquing olímpic | 16     | Txèquia       | Ondrej Kral              |
| Rànquing olímpic | 16     | Txèquia       | Adam Mendrek             |

## Fase de grups
Les 4 primeres parelles del rànquing són caps de sèrie del torneig.
Es classifiquen els dos primers equips de cada grup.

### Grup A
| Posició | Jugadors                 | J | G | P | SF | SC | DS | PF  | PC  | DP  | Punts |
| ------- | ------------------------ | - | - | - | -- | -- | -- | --- | --- | --- | ----- |
| 1       | Liang Weikeng/Wang Chang | 3 | 3 | 0 | 6  | 1  | +5 | 142 | 106 | +36 | 3     |
| 2       | Aaron Chia/Soh Wooi Yik  | 3 | 2 | 1 | 4  | 3  | +1 | 139 | 118 | +21 | 2     |
| 3       | Ben Lane/Sean Vendy      | 3 | 1 | 2 | 4  | 4  | 0  | 143 | 142 | +1  | 1     |
| 4       | Adam Dong/Nyl Yakura     | 3 | 0 | 3 | 0  | 6  | -6 | 68  | 126 | -58 | 0     |

| Data      | Hora   | Equip 1                  | Resultat | Equip 2                 | Set 1 | Set 2 | Set 3 |
| --------- | ------ | ------------------------ | -------- | ----------------------- | ----- | ----- | ----- |
| 27 juliol | 9:20h  | Liang Weikeng/Wang Chang | 2 - 0    | Adam Dong/Nyl Yakura    | 21-5  | 21-12 |       |
| 27 juliol | 10:10h | Aaron Chia/Soh Wooi Yik  | 2 - 1    | Ben Lane/Sean Vendy     | 19-21 | 21-16 | 21-11 |
| 28 juliol | 9:20h  | Aaron Chia/Soh Wooi Yik  | 2 - 0    | Adam Dong/Nyl Yakura    | 21-10 | 21-15 |       |
| 28 juliol | 10:10h | Liang Weikeng/Wang Chang | 2 - 1    | Ben Lane/Sean Vendy     | 21-18 | 13-21 | 21-14 |
| 29 juliol | 20:20h | Ben Lane/Sean Vendy      | 2 - 0    | Adam Dong/Nyl Yakura    | 21-14 | 21-12 |       |
| 29 juliol | 21:10h | Liang Weikeng/Wang Chang | 2 - 0    | Aaron Chia/Soh Wooi Yik | 24-22 | 21-14 |       |

### Grup B
| Posició | Jugadors                        | J | G | P | SF | SC | DS | PF  | PC  | DP  | Punts |
| ------- | ------------------------------- | - | - | - | -- | -- | -- | --- | --- | --- | ----- |
| 1       | Kang Min-hyuk/Seo Seung-jae     | 3 | 3 | 0 | 6  | 0  | +6 | 126 | 92  | +34 | 3     |
| 2       | Supak Jomkoh/Kittinupong Kedren | 3 | 2 | 1 | 4  | 2  | +2 | 115 | 98  | +17 | 2     |
| 3       | Christo Popov/Toma Junior Popov | 3 | 1 | 2 | 2  | 4  | -2 | 107 | 121 | -14 | 1     |
| 4       | Ondrej Kral/Adam Mendrek        | 3 | 0 | 3 | 0  | 6  | -6 | 89  | 126 | -37 | 0     |

| Data      | Hora   | Equip 1                         | Resultat | Equip 2                         | Set 1 | Set 2 | Set 3 |
| --------- | ------ | ------------------------------- | -------- | ------------------------------- | ----- | ----- | ----- |
| 27 juliol | 19:30h | Supak Jomkoh/Kittinupong Kedren | 2 - 0    | Christo Popov/Toma Junior Popov | 21-14 | 21-19 |       |
| 27 juliol | 22:00h | Kang Min-hyuk/Seo Seung-jae     | 2 - 0    | Ondrej Kral/Adam Mendrek        | 21-12 | 21-17 |       |
| 28 juliol | 14:00h | Kang Min-hyuk/Seo Seung-jae     | 2 - 0    | Christo Popov/Toma Junior Popov | 21-17 | 21-15 |       |
| 28 juliol | 16:30h | Supak Jomkoh/Kittinupong Kedren | 2 - 0    | Ondrej Kral/Adam Mendrek        | 21-10 | 21-13 |       |
| 30 juliol | 15:40h | Kang Min-hyuk/Seo Seung-jae     | 2 - 0    | Supak Jomkoh/Kittinupong Kedren | 21-16 | 21-15 |       |
| 30 juliol | 21:20h | Christo Popov/Toma Junior Popov | 2 - 0    | Ondrej Kral/Adam Mendrek        | 21-18 | 21-19 |       |

### Grup C
| Posició | Jugadors                              | J | G | P | SF | SC | DS | PF | PC | DP  | Punts |
| ------- | ------------------------------------- | - | - | - | -- | -- | -- | -- | -- | --- | ----- |
| 1       | Satwiksairaj Rankireddy/Chirag Shetty | 2 | 2 | 0 | 2  | 0  | +4 | 84 | 57 | +27 | 2     |
| 1       | Fajar Alfian/Muhammad Rian Ardianto   | 2 | 1 | 1 | 2  | 2  | 0  | 68 | 68 | +3  | 1     |
| 3       | Ronan Labar/Lucas Corvée              | 2 | 0 | 2 | 0  | 4  | -4 | 54 | 84 | -30 | 0     |
| 4       | Mark Lamsfub/Marvin Seidel            | 0 | 0 | 0 | 0  | 0  | 0  | 0  | 0  | 0   | 0     |

| Data      | Hora   | Equip 1                               | Resultat | Equip 2                             | Set 1 | Set 2 | Set 3 |
| --------- | ------ | ------------------------------------- | -------- | ----------------------------------- | ----- | ----- | ----- |
| 27 juliol | 14:50h | Fajar Alfian/Muhammad Rian Ardianto   | 2 - 0    | Mark Lamsfub/Marvin Seidel          | 21-13 | 21-17 |       |
| 27 juliol | 16:30h | Satwiksairaj Rankireddy/Chirag Shetty | 2 - 0    | Ronan Labar/Lucas Corvée            | 21-17 | 21-14 |       |
| 29 juliol | 8:30h  | Satwiksairaj Rankireddy/Chirag Shetty | DNS      | Mark Lamsfub/Marvin Seidel          |       |       |       |
| 29 juliol | 11:00h | Fajar Alfian/Muhammad Rian Ardianto   | 2 - 0    | Ronan Labar/Lucas Corvée            | 21-13 | 21-10 |       |
| 30 juliol | 14:00h | Satwiksairaj Rankireddy/Chirag Shetty | 2 - 0    | Fajar Alfian/Muhammad Rian Ardianto | 21-13 | 21-13 |       |
| 30 juliol | 14:00h | Mark Lamsfub/Marvin Seidel            | DNS      | Ronan Labar/Lucas Corvée            |       |       |       |

### Grup D
| Posició | Jugadors                            | J | G | P | SF | SC | DS | PF  | PC  | DP  | Punts |
| ------- | ----------------------------------- | - | - | - | -- | -- | -- | --- | --- | --- | ----- |
| 1       | Lee Yang/Wang Chi-lin               | 4 | 4 | 0 | 8  | 2  | +6 | 207 | 162 | +45 | 4     |
| 2       | Kim Astrup/Anders Skaarup Rasmussen | 4 | 3 | 1 | 7  | 2  | +5 | 178 | 157 | +21 | 3     |
| 3       | Liu Yuchen/Ou Xuanyi                | 4 | 2 | 2 | 5  | 4  | +1 | 173 | 169 | +4  | 2     |
| 4       | Takuro Hoki/Yugo Kobayashi          | 4 | 1 | 3 | 2  | 6  | -4 | 145 | 151 | -6  | 1     |
| 5       | Vinson Chiu/Joshua Yuan             | 4 | 0 | 4 | 0  | 8  | -8 | 104 | 168 | -64 | 0     |

| Data      | Hora   | Equip 1                             | Resultat | Equip 2                    | Set 1 | Set 2 | Set 3 |
| --------- | ------ | ----------------------------------- | -------- | -------------------------- | ----- | ----- | ----- |
| 27 juliol | 21:10h | Takuro Hoki/Yugo Kobayashi          | 0 - 2    | Lee Yang/Wang Chi-lin      | 16-21 | 10-21 |       |
| 27 juliol | 22:00h | Kim Astrup/Anders Skaarup Rasmussen | 2 - 0    | Vinson Chiu/Joshua Yuan    | 21-13 | 21-16 |       |
| 28 juliol | 20:20h | Kim Astrup/Anders Skaarup Rasmussen | 1 - 2    | Lee Yang/Wang Chi-lin      | 15-21 | 21-19 | 15-21 |
| 28 juliol | 21:10h | Liu Yuchen/Ou Xuanyi                | 2 - 0    | Vinson Chiu/Joshua Yuan    | 21-13 | 21-14 |       |
| 29 juliol | 15:40h | Kim Astrup/Anders Skaarup Rasmussen | 2 - 0    | Liu Yuchen/Ou Xuanyi       | 21-15 | 21-13 |       |
| 29 juliol | 19:30h | Takuro Hoki/Yugo Kobayashi          | 2 - 0    | Vinson Chiu/Joshua Yuan    | 21-11 | 21-12 |       |
| 30 juliol | 11:00h | Lee Yang/Wang Chi-lin               | 2 - 0    | Vinson Chiu/Joshua Yuan    | 21-12 | 21-13 |       |
| 30 juliol | 15:40h | Takuro Hoki/Yugo Kobayashi          | 0 - 2    | Liu Yuchen/Ou Xuanyi       | 20-22 | 18-21 |       |
| 31 juliol | 14:00h | Kim Astrup/Anders Skaarup Rasmussen | 2 - 0    | Takuro Hoki/Yugo Kobayashi | 21-19 | 22-20 |       |
| 31 juliol | 14:00h | Liu Yuchen/Ou Xuanyi                | 1 - 2    | Lee Yang/Wang Chi-lin      | 21-17 | 17-21 | 22-24 |

## Eliminatòries
|  | Quarts de final                       | Quarts de final         |                                     |                                     | Semifinals              | Semifinals  |  |  | Final          | Final |
|  |                                       |                         |                                     |                                     |                         |             |  |  |                |       |
|  | 1 agost 13:00h                        |                         |                                     |                                     |                         |             |  |  |                |       |
|  |                                       |                         |                                     |                                     |                         |             |  |  |                |       |
|  | Liang Weikeng/Wang Chang              | 2                       |                                     |                                     |                         |             |  |  |                |       |
|  | Liang Weikeng/Wang Chang              | 2                       | 2 agost 10:50h                      |                                     |                         |             |  |  |                |       |
|  | Fajar Alfian/Muhammad Rian Ardianto   | 0                       |                                     |                                     |                         |             |  |  |                |       |
|  | Fajar Alfian/Muhammad Rian Ardianto   | 0                       | Liang Weikeng/Wang Chang            | 2                                   |                         |             |  |  |                |       |
|  | 1 agost 13:00h                        |                         | Liang Weikeng/Wang Chang            | 2                                   |                         |             |  |  |                |       |
|  |                                       | Aaron Chia/Soh Wooi Yik | 1                                   |                                     |                         |             |  |  |                |       |
|  | Satwiksairaj Rankireddy/Chirag Shetty | Aaron Chia/Soh Wooi Yik | 1                                   | 1                                   |                         |             |  |  |                |       |
|  | Satwiksairaj Rankireddy/Chirag Shetty |                         | 4 agost 16:10h                      | 1                                   |                         |             |  |  |                |       |
|  | Aaron Chia/Soh Wooi Yik               | 2                       |                                     |                                     |                         |             |  |  |                |       |
|  | Aaron Chia/Soh Wooi Yik               | 2                       | Liang Weikeng/Wang Chang            | 1                                   |                         |             |  |  |                |       |
|  | 1 agost 13:00h                        |                         | Liang Weikeng/Wang Chang            | 1                                   |                         |             |  |  |                |       |
|  |                                       | Lee Yang/Wang Chi-lin   | 2                                   |                                     |                         |             |  |  |                |       |
|  | Kim Astrup/Anders Skaarup Rasmussen   | Lee Yang/Wang Chi-lin   | 2                                   | 2                                   |                         |             |  |  |                |       |
|  | Kim Astrup/Anders Skaarup Rasmussen   | 2 agost 12:00h          |                                     | 2                                   |                         |             |  |  |                |       |
|  | Kang Min-hyuk/Seo Seung-jae           | 0                       |                                     |                                     |                         |             |  |  |                |       |
|  | Kang Min-hyuk/Seo Seung-jae           | 0                       | Kim Astrup/Anders Skaarup Rasmussen | 1                                   | Tercer lloc             | Tercer lloc |  |  |                |       |
|  | 1 agost 14:10h                        |                         | Kim Astrup/Anders Skaarup Rasmussen | 1                                   | Tercer lloc             | Tercer lloc |  |  |                |       |
|  |                                       | Lee Yang/Wang Chi-lin   | 2                                   |                                     |                         |             |  |  |                |       |
|  | Supak Jomkoh/Kittinupong Kedren       | Lee Yang/Wang Chi-lin   | 2                                   | 0                                   | Aaron Chia/Soh Wooi Yik | 2           |  |  |                |       |
|  | Supak Jomkoh/Kittinupong Kedren       |                         |                                     | 0                                   | Aaron Chia/Soh Wooi Yik | 2           |  |  |                |       |
|  | Lee Yang/Wang Chi-lin                 | 2                       |                                     | Kim Astrup/Anders Skaarup Rasmussen | 1                       |             |  |  |                |       |
|  | Lee Yang/Wang Chi-lin                 | 2                       |                                     |                                     | 1                       |             |  |  |                |       |
|  |                                       |                         |                                     |                                     |                         |             |  |  | 4 agost 15:00h |       |
|  |                                       |                         |                                     |                                     |                         |             |  |  |                |       |

## Medaller històric
| Posició | País          | Or | Argent | Bronze | Total |
| ------- | ------------- | -- | ------ | ------ | ----- |
| 1       | Indonèsia     | 3  | 1      | 2      | 6     |
| 2       | Xina          | 2  | 3      | 1      | 6     |
| 3       | Corea del Sud | 2  | 2      | 3      | 7     |
| 4       | Taipei        | 2  | 0      | 0      | 2     |
| 5       | Malàisia      | 0  | 2      | 3      | 4     |
| 6       | Dinamarca     | 0  | 1      | 0      | 1     |
| 7       | Regne Unit    | 0  | 0      | 1      | 1     |